# Весёлый (Жлобинский район)
Весёлый (бел. Вясёлы) — посёлок в Малевичском сельсовете Жлобинского района Гомельской области Белоруссии.

## География

### Расположение
В 5 км на запад от районного центра и железнодорожной станции Жлобин, 98 км от Гомеля.

## Гидрография
На реке Добосна (приток реки Днепр).

## Транспортная сеть
Транспортные связи по просёлочной, а затем автодорогам, которые отходят от Жлобина. Застройка деревянная, усадебного типа.

## История
Основана в начале 1920-х годов переселенцами из соседних деревень на бывших помещичьих землях. В 1932 году жители вступили в колхоз. 15 жителей погибли во время Великой Отечественной войны. Согласно переписи 1959 года в составе совхоза имени В. И. Козлова (центр — деревня Малевичи).

## Население

### Численность
- 2015 год — 3 хозяйств, 5 жителей.

### Динамика
- 1959 год — 173 жителя (согласно переписи).
- 2004 год — 5 хозяйств, 7 жителей.
- 2015 год - 3 хозяйства, 5 жителей.